# Nhà thờ Dòng Chúa Cứu Thế, Huế

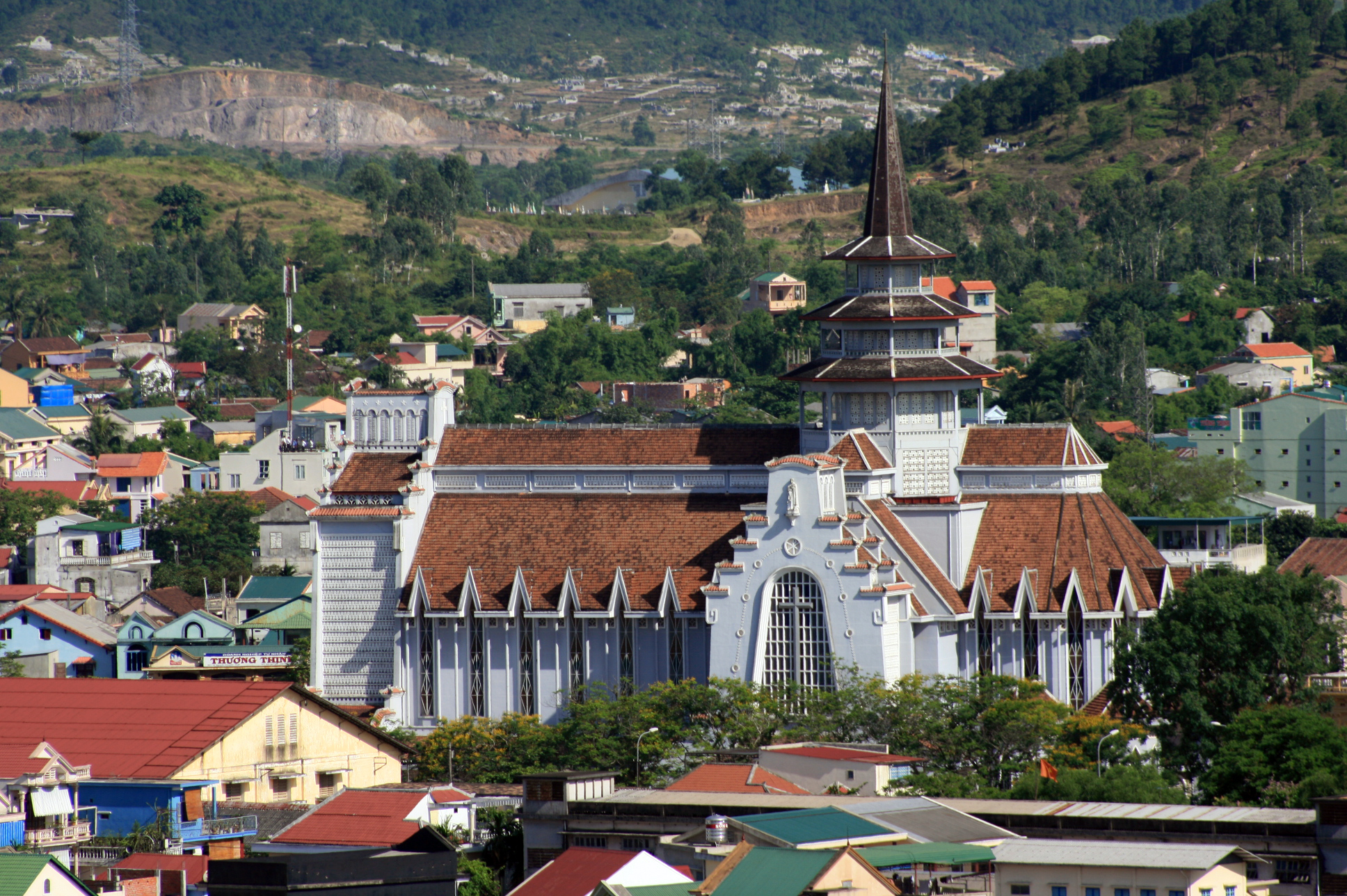
Một góc Nhà thờ Dòng Chúa Cứu Thế

Nhà thờ Dòng Chúa Cứu Thế (hay Nhà thờ Đức Mẹ Hằng Cứu Giúp hay Dòng Chúa Cứu Thế tại Huế) là một công trình kiến trúc của Công giáo Rôma tại Huế.

## Lịch sử
Ngày 14 tháng 10 năm 1925, theo lời mời gọi của Tòa Thánh, ba vị thừa sai đầu tiên từ Canada lên đường lập Tỉnh dòng Chúa Cứu Thế Việt Nam, đó là linh mục Hubert Cousineau (1890-1964), linh mục Eugène Larouche (1892-1978) và tu sĩ Barnabé St-Pierre (1883-1961). Ngày 30 tháng 11 năm 1925, khi đến Huế, giám mục Eugène Marie Allys đã tiếp đón và mời cư trú tại Nhà Chung.
Các vị thừa sai này đã chọn ngày Lễ Đức Mẹ Vô Nhiễm Nguyên Tội (8 tháng 12) năm 1925 làm ngày khai sinh cộng đoàn Tu Viện Đức Mẹ Hằng Cứu Giúp tại Huế.
Ngày 13 tháng 9 năm 1927, cộng đoàn tu sĩ này mua một khu đất mà hiện nay chính là tu viện. Ngày 18 tháng 3 năm 1928, tu viện được khởi công xây dựng. Ngày 8 tháng 1 năm 1929, lễ khánh thành tu viện được tổ chức và đến ngày 13 tháng 3 năm 1929, Tòa Thánh ký văn kiện cho phép thành lập Tu Viện Đức Mẹ Hằng Cứu Giúp tại Huế. Ngày 25 tháng 3 năm 1929, nhân Lễ Truyền Tin, cộng đoàn Đức Mẹ Hằng Cứu Giúp Huế tuyên bố chính thức thành lập.
Song song với việc xây cất cơ sở, các hoạt động tông đồ vẫn được thực hiện. Từ năm 1929, các linh mục đã bắt đầu tổ chức hành hương kính Đức Mẹ Hằng Cứu Giúp. Linh mục Patrice Gagné đã bắt đầu tổ chức diễn thuyết cho lương dân. Ngày 13 tháng 1 năm 1933, một nguyện đường được khởi công xây dựng và được sử dụng cho đến năm 1962.
Ngày 5 tháng 6 năm 1954, Giáo xứ Đức Mẹ Hằng Cứu Giúp ra đời trên cơ sở một bản hợp đồng ký kết giữa Giáo phận Huế và Cộng đoàn Dòng Chúa Cứu Thế Huế. Sau đó, Nhà thờ Dòng Chúa Cứu Thế được khởi công vào tháng 1 năm 1959 và khánh thành vào tháng 8 năm 1962 theo thiết kế của kiến trúc sư Nguyễn Mỹ Lộc. Ngày 12 tháng 8 năm 1962, giám mục Phêrô Máctinô Ngô Đình Thục đã cung hiến nhà thờ và bàn thờ.

## Kiến trúc

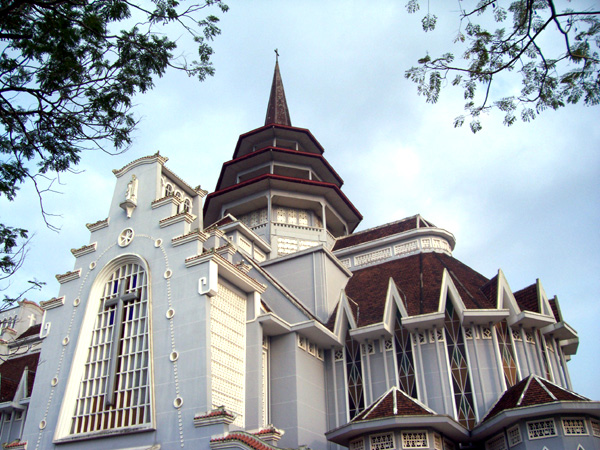
Kiến trúc nhà thờ

Hiện nay, nhà thờ này tọa lạc ở phường Thuận Hóa, thành phố Huế. Khuôn viên nhà thờ rộng và có hình tam giác, đỉnh là ngã ba đường Nguyễn Huệ và Nguyễn Khuyến. Phía trước có tượng Chúa Giêsu, phía sau bên trái là hang Đức Mẹ sinh chúa Hài Đồng. Mặt bằng kiến trúc chính sâu 70 m, bề ngang từ 15–37 m. Vật liệu chính xây nhà thờ là bêtông và đá xanh, mái lợp ngói đất nung.
Mái nhà thờ cao 32m, chính giữa nhà thờ là tháp chuông (điều khiển bằng điện) gồm ba tầng và một chóp có độ cao 53 m. Đỉnh chóp nhọn vươn thẳng kết hợp với phần thân lợp ngói có mái, kiến trúc của nhà thờ là sự tổng hòa kiến trúc đông - tây.
Hành lang hai bên dài 26 m, rộng 4,2 m. Cung Thánh sâu 8,5 m, bàn thờ chính giữa làm từ đá cẩm thạch được khai thác từ Ngũ Hành Sơn với kích thước 3,6 x 1,2 x 0,29m. Cạnh đó có 2 bàn thờ nhỏ cũng làm bằng loại đá quý này.
Kiến trúc đặc biệt của nhà thờ là cửa rộng và không có vách. Phần hiên của thánh đường được thiết kế rất rộng, khi đông người dự lễ có thể mở rộng cửa, vì thế người ở ngoài hiên vẫn có cảm giác như đang trong thánh đường.